# Morning Musume Concert Tour 2013 Aki ~CHANCE!~
 (juillet 2014).
Albums de Morning Musume
Morning Musume Concert Tour 2013 Haru Michishige☆Eleven SOUL ~Tanaka Reina Sotsugyō Kinen Special~
(2013) Morning Musume '14 Concert Tour 2014 Haru ~Evolution~
(2014)
Morning Musume Concert Tour 2013 Aki ~Chance!~ (モーニング娘。コンサートツアー2013秋 〜CHANCE！〜) est une vidéo musicale (DVD) du groupe de J-pop Morning Musume, la trentième du groupe.

## Présentation
La vidéo sort le 26 mars 2014 aux formats DVD et Blu-Ray sous le label zetima. Il s'agit de la première tournée sans la membre de la 6e génération Reina Tanaka
Le concert reprend la plupart des titres de l'album The Best! ~Updated Morning Musume~ sorti le 25 septembre 2013 (sauf les titres 3 & 13 sur l'album). C'est la première tournée pour Mizuki Fukumura et Haruna Iikubo en tant que sub-leaders. 
Le concert a été filmé lors du dernier concert de la tournée, le 28 novembre 2013. Pour l'occasion, le groupe a enregistré le clip de leur futur single What is Love ? et les groupes S/Mileage, Juice=Juice et les Hello Pro Kenshūsei furent invités à interpréter leurs derniers singles respectifs, les Kenshūsei étaient présentes en tant que back-dancers

## Membres
- 6e génération : Sayumi Michishige
- 9e génération : Mizuki Fukumura, Erina Ikuta, Riho Sayashi, Kanon Suzuki
- 10e génération : Haruna Iikubo, Ayumi Ishida, Masaki Satō, Haruka Kudō
- 11e génération : Sakura Oda

## Liste des titres
| No  | Titre | Notes | Durée |
| --- | --- | --- | ----- |
| 1.  | Hajimete wo Keikenchū (初めてを経験中) | Par Juice=Juice, du single Ijiwaru Shinaide Dakishimete yo / Hajimete wo Keikenchū |       |
| 2.  | "Ii Yatsu" (「良い奴」) | Par S/Mileage, du single Ee ka!? / "Ii Yatsu" |       |
| 3.  | VTR | Vidéo de présentation |       |
| 4.  | Wakuteka Take a Chance (Updated) (ワクテカ Take a chance (Updated)) | de l'album The Best! ~Updated Morning Musume~ |       |
| 5.  | Ai no Gundan (愛の軍団) | du single Wagamama Ki no Mama Ai no Joke / Ai no Gundan |       |
| 6.  | MC1 | |       |
| 7.  | Wolf Boy (ウルフボーイ) | Titre inédit de l'album The Best! ~Updated Morning Musume~ |       |
| 8.  | Moonlight Night ~Tsukiyo no Ban da yo~ (Moonlight Night ~月夜の晩だよ~) | de l'album 10 My Me |       |
| 9.  | THE Manpower!!! (Updated) (THE マンパワー！！！ (Updated)) | de l'album The Best! ~Updated Morning Musume~ |       |
| 10. | Makeru Ki Shinai Konya no Shôbu (負ける気しない 今夜の勝負) | du single Wagamama Ki no Mama Ai no Joke / Ai no Gundan |       |
| 11. | Help Me!! (Updated) (Help Me!! (Updated)) | de l'album The Best! ~Updated Morning Musume~ |       |
| 12. | MC2 | |       |
| 13. | I WISH (Updated (I WISH (Updated)) | par les 9e, 10e et 11e générations, de l'album The Best! ~Updated Morning Musume~ |       |
| 14. | Michishige Medley : Aruietru (Updated) / Lalala no Pipipi (歩いてる (Updated) / ラララのピピピ) | par Michishige en solo, des albums The Best! ~Updated Morning Musume~ et 13 Colorful Character |       |
| 15. | Ren'ai Hunter (Updated) (恋愛ハンター (Updated)) | de l'album The Best! ~Updated Morning Musume~ |       |
| 16. | Ijiwaru Shinaide Dakishimete yo (イジワルしないで 抱きしめてよ) | par les Juice=Juice, du single Ijiwaru Shinaide Dakishimete yo / Hajimete wo Keikenchū |       |
| 17. | Ee ka!? (ええか!?) | par les S/Mileage, du single Ee ka!? / "Ii Yatsu" |       |
| 18. | The☆Peace! (Updated) (ザ☆ピース ！(Updated)) | avec les S/Mileage, Juice=Juice et les Hello Pro Kenshūsei, de l'album The Best! ~Updated Morning Musume~ |       |
| 19. | Medley : Sōda! We're Alive (Updated) / Nanchatte Ren'ai / Suki ga na Kimi ga (Par Michishige et Fukumura) / Sexy Boy ~Soyokaze ni Yorisotte~ / Take off is now! (Par Sayashi, Ishida et Oda) / Shōganai Yume Oibito / Tokimeku Tokimeke (Par Michishige, Fukumura, Ikuta, Iikubo, Ishida) / Dokka~n Cappricio (そうだ！We're Alive (Updated) / なんちゃって恋愛 / 好きだな君が / Sexy Boy～そよ風に寄り添って～ / Take off is now! / しょうがない 夢追い人 / トキメクトキメケ / ドッカ～ン カプリッチオ) | de l'album The Best! ~Updated Morning Musume~ / de l'album 10 My Me / de l'album 12, Smart / de l'album Sexy 8 Beat / de l'album Platinum 9 Disc / de l'album 10 My Me / du single Brainstorming / Kimi Sae Ireba Nani mo Iranai / de l'album 13 Colorful Character |       |
| 20. | One, Two, Three (Updated) (Ｏｎｅ・Ｔｗｏ・Ｔｈｒｅｅ (Updated)) | de l'album The Best! ~Updated Morning Musume~ |       |
| 21. | Brainstorming (Updated) (ブレインストーミング) | de l'album The Best! ~Updated Morning Musume~ |       |
| 22. | MC4 | |       |
| 23. | Wagamama Ki no Mama Ai no Joke (わがまま 気のまま 愛のジョーク) | de l'album The Best! ~Updated Morning Musume~ |       |
| 24. | Encore | |       |
| 25. | What is LOVE? (What is LOVE?) | du single Egao no Kimi wa Taiyō sa / Kimi no Kawari wa Iyashinai / What is Love? |       |
| 26. | MC5 | Remerciements |       |
| 27. | OK Yeah! (OK YEAH!) | de l'album 12, Smart |       |
| 28. | Crédits | |       |